# Eremophila (planta)
Eremophila és un gènere de plantes angiospermes de la família de les escrofulariàcies (Scrophulariaceae), les seves espècies són natives d'Austràlia i Nova Zelanda.

## Taxonomia
Aquest gènere va ser publicat per primer cop l'any 1810 a l'obra Prodromus Florae Novae Hollandiae et Insulae van-Diemen de Robert Brown (1773-1858).

### Espècies
Dins del gènere Eremophila es reconeixen les 246 espècies següents:
- Eremophila abietina Kraenzl.
- Eremophila accrescens Chinnock
- Eremophila acrida Chinnock
- Eremophila acutifolia (Chinnock) R.Fowler
- Eremophila adenotricha (F.Muell. ex Benth.) F.Muell.
- Eremophila alatisepala Chinnock
- Eremophila alternifolia R.Br.
- Eremophila annosocaulis Chinnock
- Eremophila anomala Chinnock
- Eremophila appressa Chinnock
- Eremophila arachnoides Chinnock
- Eremophila arbuscula Chinnock
- Eremophila arenaria Chinnock
- Eremophila arguta Chinnock
- Eremophila attenuata Chinnock
- Eremophila aureivisca Chinnock
- Eremophila ballythunnensis Buirchell & A.P.Br.
- Eremophila barbata Chinnock
- Eremophila battii F.Muell.
- Eremophila behriana (F.Muell.) F.Muell.
- Eremophila bignoniiflora (Benth.) F.Muell.
- Eremophila biserrata Chinnock
- Eremophila bowmanii F.Muell.
- Eremophila brevifolia (A.DC.) F.Muell.
- Eremophila buirchellii A.P.Br.
- Eremophila caerulea (S.Moore) Diels
- Eremophila caespitosa Chinnock
- Eremophila calcicola R.W.Davis
- Eremophila calorhabdos Diels
- Eremophila campanulata Chinnock
- Eremophila canaliculata Chinnock
- Eremophila caperata Chinnock
- Eremophila capricornica Buirchell & A.P.Br.
- Eremophila chamaephila Diels
- Eremophila christophori F.Muell.
- Eremophila ciliata Chinnock
- Eremophila citrina Chinnock
- Eremophila clarkei Oldfleld & F.Muell.
- Eremophila clavata Chinnock
- Eremophila coacta Chinnock
- Eremophila compacta S.Moore
- Eremophila complanata Chinnock
- Eremophila compressa Chinnock
- Eremophila conferta Chinnock
- Eremophila congesta Chinnock
- Eremophila conglomerata Chinnock
- Eremophila cordatisepala L.S.Sm.
- Eremophila crassifolia (F.Muell.) F.Muell.
- Eremophila crenulata Chinnock
- Eremophila cryptothrix Chinnock
- Eremophila cuneata Chinnock
- Eremophila cuneifolia Kraenzl.
- Eremophila daddii Buirchell & A.P.Br.
- Eremophila dalyana F.Muell.
- Eremophila debilis (Andrews) Chinnock
- Eremophila decipiens Ostenf.
- Eremophila decussata Chinnock
- Eremophila delisseri F.Muell.
- Eremophila demissa Chinnock
- Eremophila dempsteri F.Muell.
- Eremophila dendritica Chinnock
- Eremophila densifolia F.Muell.
- Eremophila denticulata F.Muell.
- Eremophila deserti (A.Cunn. ex Benth.) Chinnock
- Eremophila dichroantha Diels
- Eremophila dielsiana (Kraenzl.) C.A.Gardner
- Eremophila divaricata (F.Muell.) F.Muell.
- Eremophila drummondii F.Muell.
- Eremophila duttonii F.Muell.
- Eremophila elachantha Diels
- Eremophila elderi F.Muell.
- Eremophila enata Chinnock
- Eremophila eriocalyx F.Muell.
- Eremophila eversa Chinnock
- Eremophila exilifolia F.Muell.
- Eremophila falcata Chinnock
- Eremophila fallax Chinnock
- Eremophila fasciata Chinnock
- Eremophila ferricola Buirchell & A.P.Br.
- Eremophila flabellata Chinnock
- Eremophila flaccida Chinnock
- Eremophila foliosissima Kraenzl.
- Eremophila forrestii F.Muell.
- Eremophila fraseri F.Muell.
- Eremophila freelingii F.Muell.
- Eremophila galeata Chinnock
- Eremophila georgei Diels
- Eremophila gibbifolia (F.Muell. ex Benth.) F.Muell.
- Eremophila gibbosa Chinnock
- Eremophila gibsonii F.Muell.
- Eremophila gilesii F.Muell.
- Eremophila glabra (R.Br.) Ostenf.
- Eremophila glandulifera Chinnock
- Eremophila glutinosa Chinnock
- Eremophila goodwinii F.Muell.
- Eremophila gracillima Chinnock
- Eremophila grandiflora A.P.Br. & Buirchell
- Eremophila granitica S.Moore
- Eremophila hamulata Buirchell & A.P.Br.
- Eremophila hillii E.A.Shaw
- Eremophila hispida Chinnock
- Eremophila homoplastica (S.Moore) C.A.Gardner
- Eremophila hughesii F.Muell.
- Eremophila humilis Chinnock
- Eremophila hurteri A.L.Curtis & K.R.Thiele
- Eremophila hygrophana Chinnock
- Eremophila incisa Chinnock
- Eremophila inflata C.A.Gardner
- Eremophila interstans (S.Moore) Diels
- Eremophila ionantha Diels
- Eremophila jamesiorum Buirchell & A.P.Br.
- Eremophila jucunda Chinnock
- Eremophila koobabbiensis Chinnock
- Eremophila laanii F.Muell.
- Eremophila labrosa Chinnock
- Eremophila laccata Buirchell & A.P.Br.
- Eremophila lachnocalyx C.A.Gardner
- Eremophila lactea Chinnock
- Eremophila lanata Chinnock
- Eremophila lanceolata Chinnock
- Eremophila latrobei F.Muell.
- Eremophila lehmanniana (Sond.) Chinnock
- Eremophila linearis Chinnock
- Eremophila linsmithii R.J.F.Hend.
- Eremophila longifolia (R.Br.) F.Muell.
- Eremophila lucida Chinnock
- Eremophila macdonnellii F.Muell.
- Eremophila macgillivrayi J.M.Black
- Eremophila mackinlayi F.Muell.
- Eremophila macmillaniana C.A.Gardner
- Eremophila maculata (Ker Gawl.) F.Muell.
- Eremophila magnifica Chinnock
- Eremophila maitlandii F.Muell. ex Benth.
- Eremophila malacoides Chinnock
- Eremophila margarethae S.Moore
- Eremophila metallicorum S.Moore
- Eremophila micrantha Chinnock
- Eremophila microphylla (Chinnock) R.Fowler
- Eremophila microtheca F.Muell. ex Benth.
- Eremophila miniata C.A.Gardner
- Eremophila mirabilis Chinnock
- Eremophila mitchellii Benth.
- Eremophila muelleriana C.A.Gardner
- Eremophila naaykensii A.L.Curtis & K.R.Thiele
- Eremophila neglecta J.M.Black
- Eremophila nivea Chinnock
- Eremophila obliquisepala Chinnock
- Eremophila oblonga Chinnock
- Eremophila obovata L.S.Sm.
- Eremophila occidens Chinnock
- Eremophila oldfieldii F.Muell.
- Eremophila oppositifolia R.Br.
- Eremophila ovata Chinnock
- Eremophila paisleyi F.Muell.
- Eremophila pallida Chinnock
- Eremophila pantonii F.Muell.
- Eremophila papillata Chinnock
- Eremophila parvifolia J.M.Black
- Eremophila pendulina Chinnock
- Eremophila pentaptera J.M.Black
- Eremophila perglandulosa Chinnock
- Eremophila petrophila Chinnock
- Eremophila phillipsii F.Muell.
- Eremophila phyllopoda Chinnock
- Eremophila physocalyx Chinnock
- Eremophila pilosa Chinnock
- Eremophila pinnatifida Chinnock
- Eremophila platycalyx F.Muell.
- Eremophila platythamnos Diels
- Eremophila polyclada (F.Muell.) F.Muell.
- Eremophila praecox Chinnock
- Eremophila prolata Chinnock
- Eremophila prostrata Chinnock
- Eremophila psilocalyx F.Muell.
- Eremophila pterocarpa W.Fitzg.
- Eremophila punctata Chinnock
- Eremophila pungens Chinnock
- Eremophila punicea S.Moore
- Eremophila purpurascens Chinnock
- Eremophila pusilliflora Buirchell & A.P.Br.
- Eremophila pustulata S.Moore
- Eremophila racemosa (Endl.) F.Muell.
- Eremophila ramiflora Dell
- Eremophila rarissima Buirchell & A.P.Br.
- Eremophila recurva Chinnock
- Eremophila regia Buirchell & A.P.Br.
- Eremophila resiliens Buirchell & A.P.Br.
- Eremophila resinosa (Endl.) F.Muell.
- Eremophila reticulata Chinnock
- Eremophila retropila Chinnock
- Eremophila revoluta Chinnock
- Eremophila rhegos Chinnock
- Eremophila rigens Chinnock
- Eremophila rigida Chinnock
- Eremophila rostrata Chinnock
- Eremophila rotundifolia F.Muell.
- Eremophila rugosa Chinnock
- Eremophila saligna (S.Moore) C.A.Gardner
- Eremophila santalina (F.Muell.) F.Muell.
- Eremophila sargentii (S.Moore) Chinnock
- Eremophila scaberula W.Fitzg.
- Eremophila scoparia (R.Br.) F.Muell.
- Eremophila scrobiculata Buirchell & A.P.Br.
- Eremophila sericea A.P.Br.
- Eremophila serpens Chinnock
- Eremophila serrulata (A.Cunn. ex A.DC.) Druce
- Eremophila setacea Chinnock
- Eremophila shonae Chinnock
- Eremophila simulans Chinnock
- Eremophila spathulata W.Fitzg.
- Eremophila spectabilis C.A.Gardner
- Eremophila spinescens Chinnock
- Eremophila splendens Chinnock
- Eremophila spongiocarpa Chinnock
- Eremophila spuria Chinnock
- Eremophila stenophylla Chinnock
- Eremophila sturtii R.Br.
- Eremophila subangustifolia A.P.Br. & Llorens
- Eremophila subfloccosa Benth.
- Eremophila subteretifolia Chinnock
- Eremophila succinea Chinnock
- Eremophila tenella Chinnock
- Eremophila ternata (Chinnock) R.Fowler
- Eremophila ternifolia Chinnock
- Eremophila tetraptera C.T.White
- Eremophila tietkensii F.Muell. & Tate
- Eremophila undulata Chinnock
- Eremophila veneta Chinnock
- Eremophila vernicosa Chinnock
- Eremophila veronica (S.Moore) C.A.Gardner
- Eremophila verrucosa Chinnock
- Eremophila verticillata Chinnock
- Eremophila victoriae Buirchell & A.P.Br.
- Eremophila violacea (Chinnock) R.Fowler
- Eremophila virens C.A.Gardner
- Eremophila viridissima Chinnock
- Eremophila viscida Endl.
- Eremophila viscimarginata Chinnock
- Eremophila waitii Chinnock
- Eremophila warnesii Chinnock
- Eremophila weldii F.Muell.
- Eremophila willsii F.Muell.
- Eremophila woodiae Edginton
- Eremophila xantholaema R.W.Davis
- Eremophila yinnetharrensis Buirchell & A.P.Br.
- Eremophila youngii F.Muell.

### Sinònims
Els següents noms científics són sinònims heterotípics d'Eremophila:
- Bondtia Kuntze
- Calamphoreus Chinnock
- Diocirea Chinnock
- Duttonia F.Muell.
- Eremodendron DC. ex Meisn.
- Pholidia R.Br.
- Pholidiopsis F.Muell.
- Pseudopholidia A.DC.
- Sentis F.Muell.
- Stenochilus R.Br.